# Wilhelm Dahlman
Johan Wilhelm Dahlman, född 14 oktober 1860 i Klara församling, Stockholm, död 26 februari 1938, var en svensk bildhuggare. Han var far till Bengt Dahlman.
Dahlman skulpterade tillsammans med Ansgarius Löfgren änglahuvudena under gatufasadens taklist på Hallwylska palatset i Stockholm. Han utförde 1932 en förtjänstmedalj åt Svenska gasverksföreningen med porträtt av överingenjören vid Stockholms gasverk Adolf Ludvig Ahlsell, vilken präglades av Sporrong. Han är gravsatt på Norra begravningsplatsen i Stockholm.